# Morelet de Béthencourt
 (juillet 2025).
Renaud IV de Béthencourt, dit Morelet de Béthencourt (1364-vers 1440), est un noble Normand au service de Jean sans Peur puis du roi d'Angleterre Henri V et Henri VI.  Petit frère de Jean IV de Béthencourt qui a porté le titre de roi des îles Canaries, Morelet fait partie des personnages principaux de la cour de Bourgogne puis de Paris après un passage d'environ cinq ans en prison pour détournement.

## Biographie
En 1398, il est mentionné dans les sources en tant que chambellan du duc Philippe le Hardi. À la mort de celui-ci en 1404, il reste au service de Jean sans Peur (un document le cite en 1405). En avril 1411, il a ajouté le titre de conseiller du duc, puis en septembre il est en outre maître d'hôtel puis premier maître d’hôtel, au maximum jusqu'en janvier 1414.
Il est sollicité, parmi d'autres conseillers, par Jean sans Peur pour se constituer pleige des emprunts contractés par ce dernier, c'est-à-dire garant.
Une partie de la gloire de son grand frère, Jean IV de Béthencourt rejaillit sur lui, le duc Jean sans Peur tire un certain prestige de l'avoir à ses côtés à la cour de Bourgogne. Par exemple dans la liste des personnages illustres ayant combattu au côté du duc le 24 septembre 1408 à la bataille d'Othée, il est indiqué le frere du noble roy de Canare, c'est-à-dire Jean de Béthencourt, « roi des îles Canaries ».

### Carrière militaire
Comme tous les nobles de la cour de Jean sans Peur, Morelet de Béthencourt participe sans discontinuer aux diverses batailles menées par le duc. Entre 1405 et 1414, il combat notamment à Saint-Omer, en Picardie, à Othée, à Chartres, à Ham…
En 1410, il est en charge depuis la Chapelle-Saint-Denis de l'alimentation en vivres de Paris, assiégée par les troupes du parti d’Orléans.
Durant cette période, les documents montrent un engagement de plus en plus important indiquant des compagnies de quarante combattants à ses débuts jusqu'à 200 combattants à partir de 1410.

### Missions secrètes
Morelet se rend régulièrement en Castille où son frère aîné à des accointances avec Henri III, à la suite de la conquête des Canaries. Il se rend également souvent en Normandie dans son fief d'origine. Chacun de ses déplacements s'accompagne d'un versement par le duc pour services rendus, ce qui laisse penser qu'il effectue pour lui des missions secrètes ou diplomatiques.

### Détournements de fonds
En 1406, une première mention du nom de Morelet de Béthencourt apparait dans un procès où il est indiqué que Morelet convoyant alors à Paris une somme d'argent envoyée par Jean sans Peur pour la reine s'est remboursé d'une créance qu'avait le duc envers lui. 
En 1407, un serviteur de Morelet nommé Gilet Harenc est impliqué dans un procès à Rouen, il aurait envoyé de fausses lettres, vraisemblablement une escroquerie. Le bailli de Rouen transmet l'affaire au parlement de Paris, qui à son tour convoque Morelet de Béthencourt au Chatelet à Paris et demande la surveillance de ses biens. Cette affaire ne semble pas avoir de suite.
En 1412, Louis VII de Bavière sentant une certaine hostilité des Parisiens envers lui se réfugie dans son château de Marcoussis puis y fait acheminer ses biens. Morelet de Béthencourt et deux frères Fouquesolles rejoignent le convoi, se font connaître et accompagnent les quatre gentilshommes de l'escorte, puis les ont occis par surprise, avant de s'emparer des joyaux. Le quatrième gentilhomme est gardé en otage et tué plus tard, au cours de la cavale qui s'ensuit. Morelet et ses complices bénéficient de complicités dans la région de Cambray. En décembre 1413, l'affaire vient devient la cour. Morelet, comme il l'avait fait en 1406, revendique la propriété d'une partie des biens au titre d'une dette du propriétaire envers lui. Il argumente qu'en remerciement de son service en 1410 alors qu'il ravitaillait en vivres Paris, il a engagé des fonds propres, qu'on les lui a remboursés en lui offrant une maison située rue Geoffroy-Lasnier. L'ancien propriétaire maître Jean Haudry se l'était vue confisquée à son profit. Maître Jean Haudry a contesté la confiscation, le bien lui a été rendu, si bien que Morelet estimait alors que la roi était endetté envers lui. Il a sans doute voulu se rembourser directement sur les biens du beau-frère du roi. En parallèle, son frère Jean IV s'étant endetté et étant en passe de perdre au moins la seigneurie de Béthencourt-sur-Mer et de Grainville-la-Teinturière, Morelet craignait de se trouver désargenté. En effet, son frère n'ayant pas d'enfant, il était supposé hériter des terres, si tant est qu'il en resta. En 1414, il est condamné et emprisonné au château de Lille.
Le 25 septembre 1419, à l'occasion de la grâce royale de Philippe le Bon, Morelet sort de prison. Il ne retourne pas à la cour de Bourgogne. Il préfère à la suite de son frère prêter allégeance au roi d'Angleterre afin, comme Jean, de sécuriser ses possessions en Normandie.
De fait, après le siège de Meaux du 23 mars 1422, il obtient le château et la terre de Beuzemouchel. Il sert au bailliage de Caux aux côtés de capitaines anglais.
En tant que seigneur normand rallié, Morelet peut servir la double monarchie de France et d'Angleterre à Paris, c'est ainsi que moins de deux ans après sa sortie de prison, il est lieutenant du capitaine de la ville. Il monte en grade rapidement. Le 1er décembre 1425, il est institué Chevalier du guet et le reste jusqu'à la fin de la domination anglaise en 1436. Durant ce mandat, on trouve plusieurs fois son nom dans des opérations de maintien de l'ordre dans la région parisienne, notamment la capture de Sauvage de Frémainville au château de L’Isle-Adam, ou encore dans l'organisation de la visite du roi Henri VI à Paris en 1431.
En 1425, après la mort de son frère Jean, Morelet fait état des accords passés avec Robert de Bracquemont et sa famille pour récupérer le 16 avril 1426 la seigneurie de Béthencourt-sur-mer. En revanche, il doit leur laisser Grainville-la-Teinturière.
En 1432 ou 1433, Le roi Henri VI lui offre l'Hôtel de Savoie, à l'angle de la rue de l'Échelle du Temple et de la rue du Grand Chantier.
Entre janvier et avril 1436, les troupes de Charles VII reprennent Paris. Morelet est membre du conseil de la défense de Paris, mais il doit abandonner la ville en même temps que le repli des Anglais. Il est probable qu'il se réfugie dans ses terres de Normandie. Un document de 1442 le mentionne comme décédé.

## Vie privée
À la cour de Jean sans Peur se trouvent notamment six amis normand : Morelet de Béthencourt, Roger IV de Bréauté, Pierre de Rouville, Guillaume, Lyonnet et Robert de Bracquemont. Ces derniers, fils de Renaud II de Bracquemont, sont cousins germains de Jean et Morelet de Béthencourt.
Morelet épouse Marie de Bréauté, fille de Roger de Bréauté, tandis que celui-ci, veuf, doit épouser Aldonce de Bracquemont la fille de Robert de Bracquemont mais décède avant les noces. Elle épouse alors Pierre de Rouville. Ces trois personnes, (Robert de Bracquemont, Pierre de Rouville et Aldonce de Bracquemont-Rouville) sont à l'origine de l'accord ayant permis à Morelet de récupérer Béthencourt après le décès de son frère.
En 1422, Morelet est vraisemblablement veuf car il épouse en seconde noce Philippote de Troyes, le 14 juillet 1422, fille de l'échevin de Paris.